# José Mendes Cabeçadas
José Mendes Cabeçadas Júnior, znany też jako Mendes Cabeçadas (ur. 19 sierpnia 1883 w Loulé, zm. 11 czerwca 1965 w Lizbonie) – admirał, prezydent i premier Portugalii. Sprawował urząd jako dziewiąty prezydent Portugalii (a pierwszy Drugiej Republiki Portugalskiej) i jednocześnie premier tego kraju pomiędzy 31 maja i 19 czerwca 1926 r. Z przekonania republikanin, brał udział zarówno w utworzeniu Pierwszej Republiki Portugalskiej w 1910 r., jak i jej zlikwidowaniu po przewrocie z 28 maja 1926 r.
Studiował na Politechnice Lizbońskiej i w Szkole Morskiej, kończąc je w 1902 r. Wracając z Mozambiku na pokładzie krążownika Adamastor, znalazł się w gronie inicjatorów buntu, jaki miał miejsce podczas rewolucji republikańskiej 1910 r.. Powstałe rządy republiki rozczarowały go jednak i w 1926 r. stanął na czele lizbońskich sił wkrótce po tym, jak Gomes da Costa zapoczątkował w Bradze zamach stanu.
Prezydent Bernardino Machado 31 maja powierzył mu funkcję premiera, a następnie złożył swój urząd. Mendes Cabeçadas uważał, że możliwe jest ograniczenie władzy dotychczas rządzącej Partii Demokratycznej przy zachowaniu dotychczasowego porządku konstytucyjnego, co zostało źle przyjęte przez pozostałych rewolucjonistów z Gomesem da Costą i Óscarem Carmoną na czele. Mendes Cabeçadas został zmuszony do ustąpienia ze stanowiska 19 czerwca 1926 r., zrzekając się urzędów na rzecz Gomesa da Costy. W latach 1926–1930 (do czasów rządów Unii Narodowej) był równocześnie ministrem wielu urzędów m.in. sprawiedliwości, obrony, marynarki, rolnictwa, kolonii i spraw zagranicznych.
W czasie rządów autorytarnego reżimu Nowego Państwa (port. Estado Novo) António de Oliveira Salazara uczestniczył w działaniach opozycji, podpisał także wiele listów protestacyjnych i manifestów przeciwko dyktaturze. W 1947 r. uwięziono go pod zarzutem spisku przeciw rządowi.
Był żonaty z Marią das Dores Formosinho Vieira, z którą miał cztery córki.

## Odznaczenia
- Wielki Mistrz Trzech Orderów (ex officio)[3]
- Wielki Mistrz Wojskowego Orderu Wieży i Miecza (ex officio)[3]
- Wielki Mistrz Wojskowego Orderu Chrystusa (ex officio)[3]
- Wielki Mistrz Wojskowego Orderu Avis (ex officio)[3]
- Wielki Mistrz Wojskowego Orderu Świętego Jakuba od Miecza (ex officio)[3]
- Oficer Wojskowego Orderu Wieży i Miecza – 1926[4]
- Komandor Wojskowego Orderu Avis – 1919[4]
- Srebrne Medale Przykładnego Prowadzenia (medalhas de Prata de Comportamento Exemplar)[1]